# Gnuss
Gnuss är en variant eller tillägg till pardansen foxtrot inom sällskapsdansen. I foxtrot dansar man traditionellt med huvudena bredvid varandra, blicken rakt fram (sett från sig själv), kind mot kind. Gnuss går till så att dansparet stödjer sina pannor lätt mot varandra eller panna mot haka. I takt med fötternas förflyttning rullas pannorna mjukt mot varandra. Parets blickar är alltid åt samma håll, och alltid i den riktningen paret rör sig. Tempot kan variera från att stanna kvar länge kind mot kind i ytterläget eller rakt fram panna mot panna, till att röra sig sida till sida över flera takter, eller snabbare till varje takt. 
Gnuss har förmodligen sitt ursprung i trakterna kring Sundsvall, där gnussa är synonymt med gnugga, och uppstod tidigt på 1990-talet. Därifrån har den spridit sig över resten av Sverige, med en växande popularitet.